# Cossulus stertzi
Cossulus stertzi is een vlinder uit de familie van de Houtboorders (Cossidae). De wetenschappelijke naam van de soort is voor het eerst gepubliceerd in 1900 door Rudolf Püngeler.
De soort komt voor in Kirgizië, Oezbekistan en Tadzjikistan.